# Янь Юань
Янь Юань (кит. трад. 顏元, упр. 颜元, пиньинь Yán Yuán) (27 апреля 1635, Бое, Чжили, империя Мин — 30 сентября 1704, Бое, Чжили, империя Цин) — китайский учёный и философ. Вместе со своим учеником Ли Гуном (кит. 李塨) основал философскую школу Янь-Ли.

## Биография
Родился 27 апреля 1635 года в деревне Люцунь провинции Чжили (современная провинция Хэбэй).
До 1673 года носил имя Чжу Банлян, поскольку его отец Янь Чан, став приемным сыном мелкого чиновника Чжу Цзюцзо принял фамилию Чжу, передав её и сыну. Чжу Цзюцзо воспитывал молодого Юаня, поскольку в 1638 году Чан, отец Юаня, был насильно увезен в Маньчжурию, откуда на родину уже не вернулся.
В 1653 году сел в тюрьму вместо скрывшегося от судебного преследования Чжу Цзюцзо.
В 1656 году начал изучать медицину, а уже через два года начал практиковать.
Написав в 1658 году трактат «Суждения о пути государя», переименованный позднее в «Сочинение о поддержании порядка» (издан в 1705 году), продолжает развивать философскую мысль и писать новые произведения.
В 1679 году его учеником становится Ли Гун, главный последователь и интерпретатор философии Янь Юаня, а также автор его жизнеописания.
Последнее в своей жизни произведение Янь Юань написал в 1682 году, это был трактат «Оклики заблудшим», изданный в 1705 году под названием «Сочинение о поддержании человека».
В 1696 году возглавил Южночжанскую академию в уезде Фэйсян, однако уже через несколько месяцев здание академии оказалось разрушено наводнением. Поэтому Янь Юань вернулся в родной уезд Бое, где 30 сентября 1704 года умер в деревне Бэйянцунь.

## Учение
Янь Юан наряду с другими представителями своего поколения (например Ван Фучжи, Хуан Цзунси); видел причину постигшей Китай катастрофы в созерцательности, приверженности к бесплодной книжной учености и оторванности от жизни конфуцианцев эпохи Мин (1368—1644) — последователей Чжу Си и Ван Янмина. Их воззрения, как считал Янь Юан, сложились под влиянием буддизма и даосизма и поэтому не могут считаться истинным конфуцианством, суть которого заключается в призыве к действию для осуществления «правильного пути Поднебесной». Критикуя Чжу Си за дуализм, сказавшийся в теории последнего о принципе (ли) и материальном начале (ци), Янь Юан доказывал, что оба эти начала образуют единый континуум и нельзя поэтому считать, что все зло и несовершенство происходят от «ци», в то время как «ли» остается незапятнанным образцом совершенства. Отрицательное отношение к сунскому неоконфуцианству сочеталось у Янь Юаня с требованием радикальных политических перемен (справедливое распределение земли, реформа управления и т. д.).

## Значение
Учение Янь Юаня выступило как противоположность сунскому неоконфуцианству, призывая обратиться от метафизического теоретизирования к практическому знанию. Как таковое, оно стало поддержкой Чанчжоуской интеллектуальной школе (англ.) и т.о. оказало влияние на интеллектуальную атмосферу Китая XVIII-XIX вв.